# 셤 코헨
폴 셔먼 "셤" 코헨(영어: Paul Sherman "Sherm" Cohen, 1965년 1월 19일 ~ )는 미국의 스토리보드 아티스트, 감독, 작가이다. 대학 시절, 코헨은 지역 신문사에서 만화가로 일했다. 그는 니켈로디언에서 렌과 스팀피의 캐릭터 레이아웃 아티스트로 애니메이션을 시작했으며, 이후 헤이 아놀드!에서 스토리보드 아티스트와 감독으로 3년간 활동했다.